# Blood (singolo In This Moment)
Blood è una canzone della band americana In This Moment. Uscito il 12 giugno 2012, è il primo singolo estratto dal loro quarto album in studio, Blood. 

## Descrizione

### Significato della canzone
'Blood' è stata una delle prime due canzoni scritte per il prossimo album. È stato scritto dai compagni di band Maria Brink e Chris Howorth insieme al produttore di lunga data Kevin Churko e suo figlio Kane. La canzone presenta la voce intensa di Brink, le chitarre pesanti e gli elementi di Electronica che danno alla band un nuovo suono. La canzone è stata presentata per la prima volta dal vivo durante il loro set al Soundwave il 2 marzo 2012 e la versione in studio è stata trasmessa su WWBN il 31 maggio.

## Video musicale
Il video musicale presenta un tema di Biancaneve con Maria Brink in costumi diversi circondati da donne mascherate mentre la band suona dietro di lei. Maria ha dichiarato che ogni personaggio nel video mostra un lato diverso di lei. "Il video tratta di mostrare i diversi lati di me: il lato vulnerabile e spaventato, il lato" conquistare tutto "che dà potere, il lato Afrodite davvero femminile." 